# Karina Smulders
Karina Smulders es una actriz de teatro, televisión y cine neerlandesa.

## Vida y carrera
Saltó a la fama en 1996 como Lotje Konings en la serie Onderweg naar Morgen. En 1998 dejó la serie para asistir a la Escuela de Teatro de Ámsterdam. Se graduó en 2002.
Está casada con el actor Fedja van Huêt.

## Filmografía seleccionada
- Wild Romance (2006)
- Bride Flight (2008)
- Alle tijd (2011)
- Damas de la noche (2019)
- Gæsterne (2022)